# Alexandre Beauprêtre
Alexandre Beauprêtre o Beauprête (Marast?, Alta Saona, 20 febbraio 1819 – Aïounet Bou-Beker, Algeria, 8 aprile 1864) è stato un militare francese, che legò il suo nome alle prime fasi della conquista dell'Algeria da parte della Francia.
Figlio di uno scalpellino che era andato a vivere a Salins dopo che la città era stata semidistrutta da un incendio nel 1825, praticò dapprima il mestiere del padre e in seguito si arruolò volontario nell'esercito, entrando nel 1º reggimento degli zuavi il 12 dicembre 1839 "praticamente senza saper leggere né scrivere" e studiò alla scuola del reggimento. Molto portato per la vita militare, e in grado di apprendere rapidamente l'arabo, divenne sergente furiere il 23 aprile 1844, sergente maggiore il 5 dicembre 1844, sottotenente il 9 dicembre 1847 (dopo essere stato trasferito, il 12 ottobre 1846, all'ufficio degli affari indigeni a Aumale)
Il passaggio successivo a tenente gli giunse, insieme con la Legion d'Onore, nel 1849, a seguito di un audace colpo di mano con cui questo ufficiale dotato di spirito di iniziativa era riuscito, il 3 ottobre, a sconfiggere, pur essendo in forte minoranza numerica, un capo della resistenza della Cabilia, Si Mohamed el Hachemi (che si faceva passare per Bou Maza), ottenendo anche la resa della forte tribù dei Mellikech.
Dopo essere divenuto, nel 1851, comandante della postazione avanzata di Dra el-Mizan, fu nominato capitano il 21 aprile 1852, ricevendo il comando del circondario di Tizi Ouzou e il 22 luglio 1854 divenne ufficiale della Legion d'Onore. Dopo un ulteriore fatto d'armi in cui rifulse per abilità ed audacia (agosto 1856) fu nominato capo di battaglione. Partecipò poi alla campagna di conquista della Cabilia del maresciallo Randon (1857), dopodiché venne destinato ad altri territori. Stando a quanto ricorda Beaussier (1870: 443), sarebbe stato il generale Yusuf, comandante della divisione di Algeri, che non volle tenerlo presso di sé per il suo modo di fare troppo intraprendente ed energico in un momento in cui, dopo la sottomissione militare della Cabilia, l'esercito si riprometteva di "conquistare" la regione con un trattamente umano e meno rigido.
Nel 1859 sconfisse una sacca di resistenza nei pressi della frontiera marocchina, con un'altra azione audace che gli valse il titolo di tenente colonnello. Divenuto successivamente colonnello, trovò la morte in un agguato tesogli all'alba dell'8 aprile 1864 dalle truppe di Si Sliman Ben Hamza cui stava dando la caccia.
In suo onore la località di Bou-Faima (circondario di Tizi Ouzou) venne ribattezzata Beauprêtre.
Questo personaggio dalle indubbie qualità militari ebbe un forte impatto nell'immaginario delle popolazioni indigene dell'Algeria, e il suo nome (adattato foneticamente in Bubrit) figura all'interno di una filastrocca per bambini che è stata trasformata in una canzone (Bubrit) cantata e portata al successo (nel 1979) dalla artista cabila Malika Domrane.